# Ga Gò Vấp
Ga Gò Vấp là một nhà ga xe lửa tại quận Gò Vấp, Thành phố Hồ Chí Minh. Nhà ga là một điểm của đường sắt Bắc Nam và nằm giũa ga Bình Triệu với ga Sài Gòn.

## Lịch sử
Ga Gò Vấp được xây dựng vào khoảng thời gian đầu thế kỉ 20, từ năm 1892 đến 1913, CFTI (Công ty Xe điện Sài Gòn) đã mở nhiều tuyến xe điện Sài Gòn - Hóc Môn (Tuyến đường sắt này dự định kéo dài lên Tây Ninh với cái tên Đường Sắt Sài Gòn - Tây Ninh nhưng vì không đủ kinh phí nên chỉ xây tới Hóc Môn và tuyến có đi ngang qua Gò Vấp) đi qua Đa Kao, Tân Định, Bà Chiểu; tuyến Đường sắt Gò Vấp - Lái Thiêu, sau đó kéo dài lên tận Thủ Dầu Một và một đoạn lên tận Lộc Ninh để phục vụ việc chuyên chở cao su, thường được gọi là "tuyến đường cao su". Sau năm 1945, tuyến Đường sắt Sài Gòn - Lộc Ninh ở ga Gò Vấp ngừng hoạt động và tuyến được nắn ra ga Dĩ An và kết nối với hệ thống Đường sắt Sài Gòn - Hà Nội (Đường sắt Bắc Nam). Nhà ga ngày xưa còn có đường ray nhánh ra khu vực Tân Cảng (đầu cầu Sài Gòn hiện nay) nhưng đã ngừng hoạt động (dấu tích còn lại là 1 đoạn đường ray bị bỏ hoang ở đầu Cầu Đỏ hiện nay).

## Di dời
Thực hiện việc di dời theo phương án: Trước mắt cho tháo ghi, xây dựng đường ngang mới, giữ nguyên hiện trạng ga và không giải phóng mặt bằng. Về lâu dài, khi triển khai dự án đầu tư xây dựng tuyến đường sắt trên cao Trảng Bom - Hòa Hưng sẽ xây dựng ga cho đồng bộ.